# Tech
 For alternative betydninger, se Tech (flertydig). (Se også artikler, som begynder med Tech)
Tech (catalansk: Tec) er en flod i Roussillon i det sydlige Frankrig med en længde på 84,1 kilometer, som løber ud i Middelhavet.

## Navn
Tech har givet navn til to kommuner i Pyrénées-Orientales : Le Tech og Arles-sur-Tech.

## Geografi
Tech har sit udspring på Roc Colom (2.507 m) i bjergmassivet Costabonne i Pyrenæerne i en højde af 2.345 m. 
Gloden løber overordnet set fra sydvest mod nordøst. Den øvre del af løbet danner dalen Vallespir indtil Céret. Efterfølgende slynger den sig over Roussillon-sletten.
Tech løber ud i Middelhavet ved naturreservatet Mas Larrieu nord for Argelès-sur-Mer.
I den første halvdel af sit løb går den gennem byerne Prats-de-Mollo-la-Preste, Arles-sur-Tech, Amélie-les-Bains-Palalda, Reynès, Céret, Saint-Jean-Pla-de-Corts og le Boulou. Herefter løber den ikke gennem flere, men slynger sig mellem byerne:
- Sydøst for Brouilla
- Syd for Ortaffa
- Mellem Palau-del-Vidre og Elne, hvor den udgør kommunegrænsen
- Nord for Argelès-sur-Mer, hvor den løber ud i Middelhavet

De vigtigste bifloder er Lamanère, Riuferrer, Ample, Maureillas og Tanyari.
Selv om vandmængden er meget begrænset om sommeren, er Tech ikke en lille ubetydelig flod. Med sit udspring i høje bjerge kan Tech forvandle sig til en stor ødelæggende flod, når f.eks. sneen tør om foråret eller ved kraftige tordenbyger.
Den højeste målte udstrømning fra floden blev målt til 1680 m³ den 1. oktober 1986. Over en hel dag er det højeste gennemsnit 625 m³ målt den 9. december 1996. I oktober 1940 forårsagede meget kraftige regnskyl store oversvømmelser i byerne langs det nedre løb.